# ホイットモーラ (小惑星)
ホイットモーラ (931 Whittemora) は小惑星帯に位置する小惑星である。1929年3月19日にアルジェ天文台でフランソワ・ゴネシアによって発見された。また、その2日後にはカール・ラインムートが独立して見つけている。
ハーバード大学、コロンビア大学の教授、トーマス・ホイットモア (Thomas Whittemore) に因んで命名された。